# Laguna Las Tres Pascualas
La Laguna Las Tres Pascualas es un cuerpo de agua superficial ubicado en la ciudad de Concepción, específicamente en el sector de Barrio Norte. Es la mayor de la comuna, con una superficie de 58,950 m² y un volumen de 300,135 m³. Se ubica a 80 m s. n. m. y posee 8 m de profundidad máxima.
Esta laguna pertenece a las cuencas costeras e islas entre ríos Itata y Biobío, el ítem (082) del inventario de cuencas de Chile (BNA).: 4–111 

## Ubicación
En su ribera poniente se ubica el Parque Laguna Las Tres Pascualas, que colinda con la Avenida Paicaví y también, desde el año 2000, el Campus Tres Pascualas de la  Universidad San Sebastián.
La ciudad de Concepción posee dos grupos de lagunas, uno al sur, que incluye las lagunas Chica de San Pedro de la Paz y la Grande de San Pedro de la Paz, y el sistema de lagunas al norte del Biobío, integrado por las lagunas Price, Redonda, Las Tres Pascualas, Lo Méndez, Lo Galindo, Lo Custodio y la Pineda.: 118 
La laguna, de origen fluvial, se formó aproximadamente entre 8000 y 6400 años atrás, como un meandro abandonado de las aguas del río Biobío.

## Historia
El nombre de la laguna está ligado a la leyenda de las tres pascualas, que cuenta la historia de tres hermanas lavanderas de fines del siglo XVIII que se ahogaron en la laguna, desesperadas y enamoradas por no saberse correspondidas completamente por un forastero que las sedujo.
A principios del siglo XX se ubicó en la Plaza Carlos Condell (que en ese entonces colindaba con la laguna) el Club de Regatas Arturo Prat, cuyo primer presidente fue Colombo Dall'Orso. Las regatas se efectuaban en esta laguna, tratándose de un lugar muy frecuentado por la alta sociedad penquista. Estas instalaciones fueron destruidas producto del Terremoto de Chillán de 1939.
A partir de los terremotos de 1939 y 1960 y de manera ilegal se instalaron familias de escasos recursos en su orilla, las que fueron rellenando paulatinamente la ribera sur de la laguna.
Entre las décadas de 1980 y 1990, debido a la contaminación, la laguna sufrió un estado de hipereutroficación, encontrándose totalmente cubierta por vegetación acuática.
En el año 2000, se inaugura el Campus Tres Pascualas de la Universidad San Sebastián, a orillas de la laguna.
Desde el año 2014, la municipalidad de Concepción ha invertido recursos para la mantención, mejoramiento y remodelación de sus lagunas urbanas, incluyendo el retiro de campamentos ilegales.

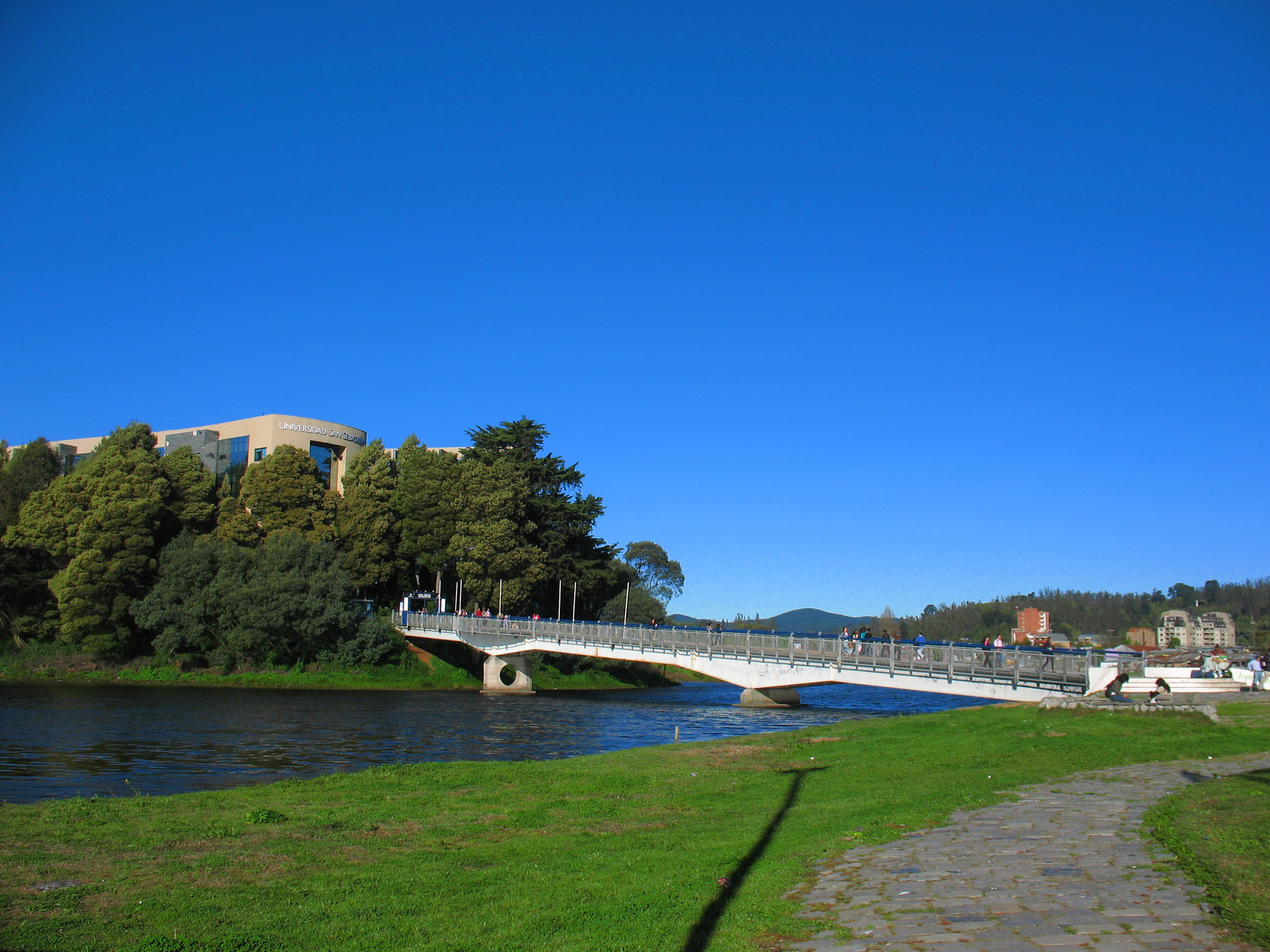
Puente de la Universidad San Sebastián, cruzando la laguna.
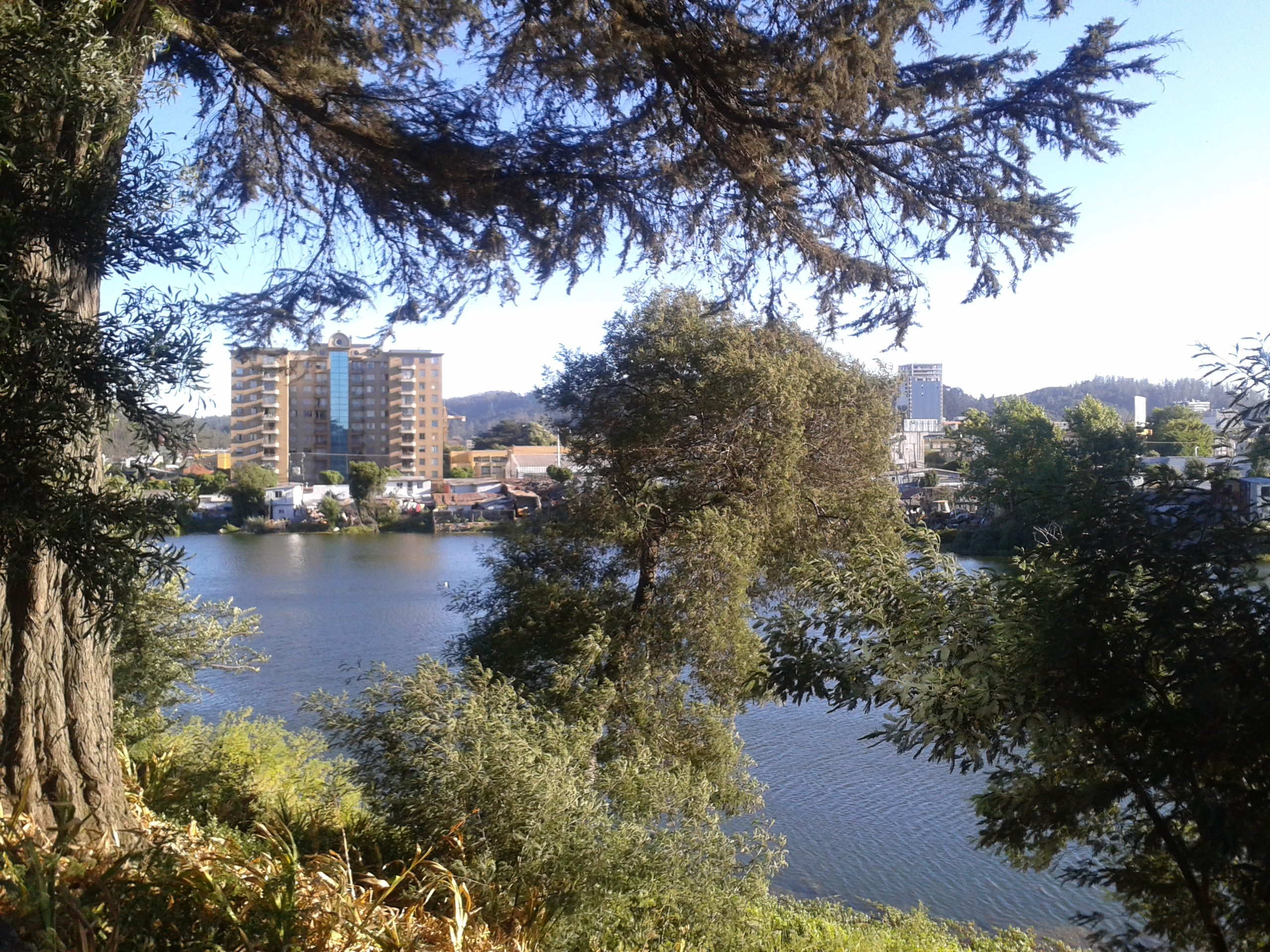
Vista a la laguna desde el Campus Tres Pascualas.
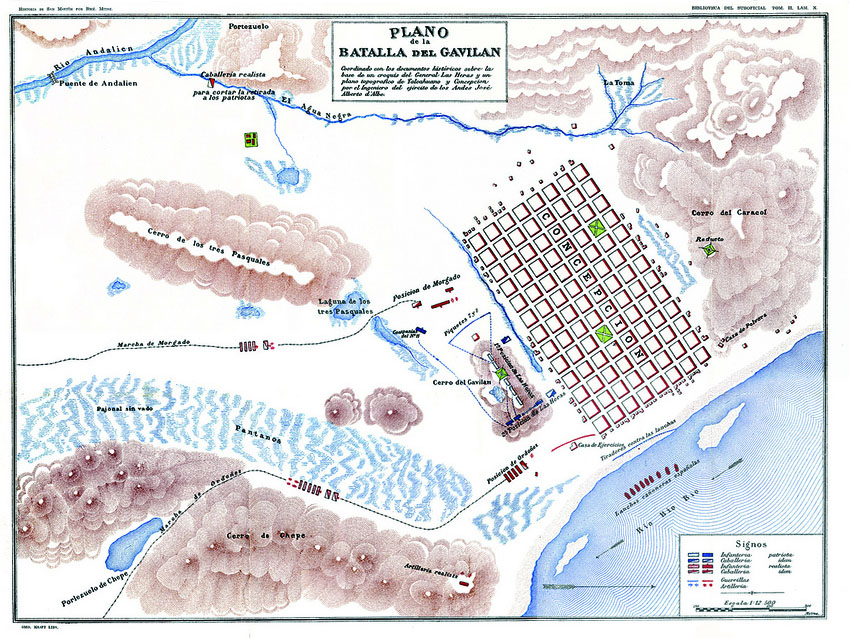
Mapa de la laguna, en 1817, durante la Batalla del Cerro Gavilán.